# 塔季揚娜·帕諾娃
塔季揚娜·帕諾娃（俄语：Татяна Юрьевна Панова，羅馬化：Tat'yana Yur'yevna Panova，1976年8月13日—）是一位俄羅斯女子職業網球運動員，她的WTA最高單打排名為世界第20。
2002年是帕諾娃真正受到注目的第一年，在本賽季初在奧克蘭與薩拉索塔達到決賽。她達到了第三輪法網，溫布爾登和美國公開賽，在晉級過程中擊敗重要種子米里亞娜·盧奇克像安娜·庫妮可娃。
帕諾娃也代表俄羅斯參加協會盃。
目前，她在費城阿瑟阿青少年網球什中心訓練兒童，以及許多著名的網球運動員。

## 外部連結
- 塔季揚娜·帕諾娃的国际女子网球协会官方資料（英文）
- 塔季揚娜·帕諾娃的國際網球總會 職業／青少年 官方資料（英文）
- Fed Cup - Player profile - Tatiana PANOVA (RUS) （页面存档备份，存于）